# Глазере, Лига
Ли́га Гла́зере (латыш. Līga Glāzere; 20 декабря 1986, Цесис, СССР) — латвийская биатлонистка, участница Олимпийских игр 2010 года.

## Карьера
В розыгрыше Кубка мира дебютировала в 2006 году. В индивидуальной гонке в Эстерсунде юная биатлонистка заняла 91-е место. Затем Глазере несколько лет входила в состав сборной Латвии. Вместе с ней она участвовала в трех чемпионатах мира. В 2010 году спортсменка приняла участие в Олимпийских играх в Ванкувере. Наилучший результат в личных гонках показала в спринте, заняв 69-е место. По итогам сезона 2010/2011 спортсменка завершила карьеру.

## Участие в Олимпийских играх
| Год  | Место проведения | ИГ | СП | ПР | МС | ЭСТ |
| ---- | ---------------- | -- | -- | -- | -- | --- |
| 2010 | Ванкувер         | 78 | 69 | —  | —  | 19  |

### Выступления на чемпионатах мира
| Сезон | ИГ   | СГ   | ГП | МС | КЭ   | СЭ |
| ----- | ---- | ---- | -- | -- | ---- | -- |
| 2007  | 87-я | 79-я | —  | —  | —    | —  |
| 2008  | 86-я | 85-я | —  | —  | 20-я | —  |
| 2009  | 65-я | 78-я | —  | —  | 20-я | —  |